# Henri-Léon Lebesgue
Pour les articles homonymes, voir Lebesgue.
Ne doit pas être confondu avec Victor-Amédée Le Besgue.
Henri-Léon Lebesgue (1875-1941), plus connu sous le nom de Henri Lebesgue, né à Beauvais, est l'un des grands mathématiciens français de la première moitié du XXe siècle. Il est reconnu pour sa théorie d'intégration publiée initialement dans sa thèse Intégrale, longueur, aire, soutenue à la Faculté des sciences de Paris en 1902.

## Biographie

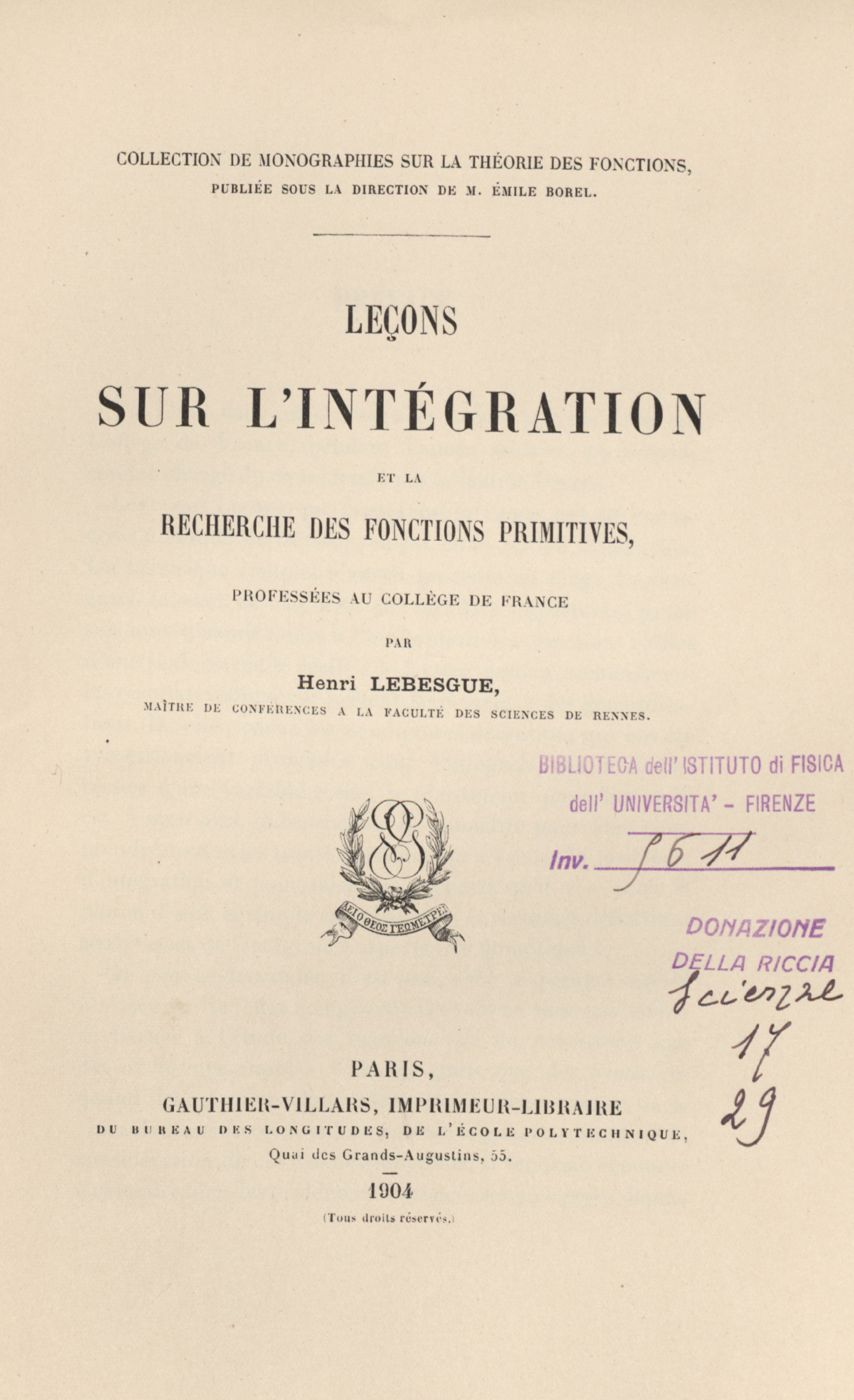
Leçons sur l'intégration et la recherche des fonctions primitives, 1904.

Le père de Lebesgue, qui était ouvrier typographe, et ses deux sœurs aînées moururent de tuberculose alors qu'il avait trois ans. Ensuite, sa mère a travaillé pour qu'il puisse faire des études. Élève brillant dès l'école élémentaire, Lebesgue étudia plus tard à l'École normale supérieure après un passage par le Lycée Saint-Louis puis par le Lycée Louis-le-Grand.
Il a enseigné au lycée de Nancy de 1899 à 1902. Après sa thèse en 1902, il est nommé maître de conférences à l'université de Rennes. En 1910, il est maître de conférences à la Sorbonne, puis professeur en 1918. Il est élu au Collège de France en 1921, à l'Académie des sciences en 1922 et à la Royal Society en 1934.
Il est connu pour sa théorie de la mesure, laquelle prolonge les premiers travaux importants d'Émile Borel, l'un de ses professeurs et plus tard son ami.
Il mit au point une théorie des fonctions mesurables (1901) en se fondant sur les résultats d'Émile Borel : les tribus boréliennes.
Henri Lebesgue a révolutionné et généralisé le calcul intégral. Sa théorie de l'intégration (1902-1904) est extrêmement commode d'emploi, et répond aux besoins des physiciens. En effet, elle permet de rechercher et de prouver l'existence de primitives pour des fonctions « irrégulières » et recouvre différentes théories antérieures qui en sont des cas particuliers :
- fonctions en escalier et fonctions continues de Riemann
- fonctions bornées de Darboux
- fonctions à variation bornée de Stieltjes.

On lui doit aussi la transformée de Fourier établie dans la fin des années 1930.
Comme son père, Henri Lebesgue a eu une santé déficiente tout au long de sa vie. Il se maria avec la sœur d'un de ses camarades de l'École normale supérieure et eut deux enfants, Suzanne et Jacques.

## Anecdotes et témoignages
« En 1921 j'ai assisté au premier cours de Lebesgue… Il faut dire que par tradition c'était très solennel, le professeur raconte un peu son passé, il parle des personnes qui l'ont précédé dans sa chaire ou qui furent ses maîtres […] Je dois dire qu'il n'y avait pas un cours de Lebesgue où l'on ne riait pas d'une manière infiniment agréable. Je soupçonne même qu'au moins le tiers des gens venait au cours de Lebesgue pour s'amuser ; il n'y avait rien de vulgaire, ni d'ordinaire dans ses plaisanteries lorsqu'il faisait des sorties. Mais c'était infiniment intéressant, infiniment profond. Lebesgue était un peu comme Bernstein à ce point de vue, il n'a jamais su faire une démonstration léchée, mais il était très inspirant parce que très inspiré. Lebesgue était à peu près du même âge que Bernstein et je crois qu'il s'inspirait de la même idée, que pour faire un cours, il faut réfléchir pendant qu'on le fait, et non pas se rappeler. […] Les cours d'Appell, c'était trop beau, je n'ose pas dire « pour être honnête », mais enfin c'était trop beau pour être de la mécanique. Avec Lebesgue, au contraire c'était chaque fois : « Ah, j'ai dit une bêtise, laissez-moi recommencer. » Il recommençait et tout le monde réfléchissait en même temps. »

— Szolem Mandelbrojt

« Au début de 1941, Henri Lebesgue donna au Collège de France son dernier enseignement annuel. Déjà, le mal qui devait l'emporter quelques mois plus tard était venu s'ajouter aux souffrances morales de la défaite et de l'occupation ennemie. Il ne pouvait guère se déplacer à pied et la ville était dépourvue de moyens de transport en surface. Il dut faire appel à ces appareils tenant de la chaise à porteur et de la bicyclette qui servaient alors pour les malades et put ainsi faire son cours. À ses yeux cela signifiait faire son devoir, discipline plus nécessaire que jamais pour ceux qui, comme lui, avaient foi dans la libération et le relèvement de la Patrie. »

— Paul Montel
L'influence des travaux de Lebesgue a été immédiate et immense, particulièrement à l'étranger. En 1916, alors qu'il se promenait dans les jardins de Planty, à Cracovie, Hugo Steinhaus, alors professeur à l'université Jagellonne, entend par inadvertance les mots « mesure de Lebesgue » émerger d'une conversation entre deux jeunes gens. Il s'approche et se mêle à la conversation passionnée sur les travaux de Lebesgue, puis démarre avec ces deux jeunes gens, et d'autres, un groupe de travail (qui se tiendra dans son appartement, sur un tableau cloué au mur à l'occasion, malgré les protestations de la logeuse). Les deux jeunes gens sont Stefan Banach, à l'époque autodidacte, et Otto Nikodym. Le groupe part bientôt de Cracovie pour former la célèbre école mathématique de Lwów, qui se réunit souvent au Café écossais. Lorsqu'on demande à Hugo Steinhaus quelle a été sa plus belle découverte mathématique, il répond « Stefan Banach ».
Lebesgue sera le dernier invité du groupe de Lwów, avant que la tourmente de la Seconde Guerre mondiale et le massacre des professeurs de Lwów ne le disperse. Ainsi l'histoire du groupe de Lvow commence et finit avec Lebesgue.
La lettre L de la notation  « espace Lp » a été choisie par Stefan Banach en l'honneur de Lebesgue. Les espaces  Lp sont parfois appelés  espaces de Lebesgue.

## Honneurs
- Il a reçu le titre de docteur honoris causa de l'université Jagellonne de Cracovie en 1900[8].
- En 1976, l'Union astronomique internationale a donné le nom de Lebesgue à un cratère lunaire.
- L'astéroïde (26908) Lebesgue porte également son nom.
- Depuis 2012, un centre de mathématiques (fondements, interactions, applications et formation) porte son nom. Ce centre, le Centre de Mathématiques Henri Lebesgue, est lauréat de la 2e vague de l'appel à projets « Laboratoires d'excellence » (« Labex »). Il a été fondé par l’Institut de recherche mathématique de Rennes (IRMAR), le laboratoire de mathématiques Jean-Leray (LMJL) à Nantes et le Département de mathématiques de l’antenne de Bretagne de l’ÉNS de Cachan (antenne devenue ÉNS indépendante en 2013).
- Les Annales Henri Lebesgue, revue internationale généraliste de mathématiques, portent son nom.

## Œuvres
- Leçons sur l'intégration et la recherche des fonctions primitives, Paris, Gauthier-Villars, 1904, [lire en ligne]
- Leçons sur les séries trigonométriques, Paris, Gauthier-Villars, 1906, [lire en ligne]
- Sur la mesure des grandeurs, Genève, A. Kundig, 1915
- Les Coniques, Paris, Gauthier-Villars, 1942, [lire en ligne]
- Leçons sur les constructions géométriques, Paris, Gauthier-Villars, 1950, à partir des notes de Mlle Lucienne Félix
- Les Lendemains de l'intégrale. Lettres à Émile Borel, Paris, Vuibert, 2004.

### Articles originaux publiés par Lebesgue
- Sur le problème des aires 1, 1903
- Sur les séries trigonométriques, 1903
- Une propriété caractéristique des fonctions de classe 1, 1904
- Sur le problème des aires 2, 1905
- Contribution à l'étude des correspondances de M. Zermelo, 1907
- Sur la méthode de M. Goursat pour la résolution de l'équation de Fredholm, 1908
- Sur les intégrales singulières, 1909
- Remarques sur un énoncé dû à Stieltjes et concernant les intégrales singulières, 1909
- Sur l'intégration des fonctions discontinues, 1910
- Sur la représentation trigonométrique approchée des fonctions satisfaisant à une condition de Lipschitz, 1910
- Sur un théorème de M. Volterra, 1912
- Sur certaines démonstrations d'existence., 1917
- Remarques sur les théories de la mesure et de l'intégration., 1918
- Sur une définition due à M. Borel (lettre à M. le Directeur des Annales Scientifiques de l'École Normale Supérieure), 1920
- Exposé géométrique d'un mémoire de Cayley sur les polygones de Poncelet, 1921
- Sur les diamètres rectilignes des courbes algébriques planes, 1921
- Sur la théorie de la résiduation de Sylvester, 1922
- Remarques sur les deux premières démonstrations du théorème d'Euler relatif aux polyèdres, 1924
- Démonstration du théorème fondamental de la théorie projective des coniques faite à l'aide des droites focales de M. P. Robert, 1935